# Henry Larsen (aviron, 1916)
Pour les articles homonymes, voir Henry Larsen.
Henry Christian Larsen est un rameur danois né le 21 juillet 1916 à Køge et mort le 26 septembre 2002. 

## Biographie
Henry Larsen dispute l'épreuve de quatre en pointe avec barreur aux côtés d'Erik Larsen, Børge Raahauge Nielsen, Harry Knudsen et Ib Olsen aux Jeux olympiques d'été de 1948 de Londres et remporte la médaille de bronze.